# Swetlana Igorewna Mironowa
Swetlana Igorewna Mironowa (russisch Светлана И́горевна Миронова; englisch Svetlana Mironova; * 22. Februar 1994 in Morjakowka Saton, Oblast Tomsk) ist eine russische Biathletin. Sie debütierte 2017 im Weltcup und gewann dort im Januar 2021 ihre ersten Staffelrennen. Mit der Frauenstaffel gewann sie 2022 in Peking eine olympische Silbermedaille.

## Karriere
Swetlana Igorewna Mironowa nahm im Rahmen der Juniorenweltmeisterschaften 2013 erstmals an internationalen Wettkämpfen teil. Sie gewann im Sprint die Bronzemedaille und mit der russischen Staffel die Goldmedaille. Bei den Juniorenrennen der Europameisterschaften im nächsten Jahr gewann sie Silber im Sprint und konnte das anschließende Verfolgungsrennen für sich entscheiden und gewann Gold.
Mironowa nahm 2016 an den Europameisterschaften in Tjumen teil und belegt zweimal den 11. und einmal den 15. Platz. In der folgenden Saison startete sie zum Jahresbeginn 2017 erstmals im IBU-Cup und wurde sowohl im Sprint als auch in der anschließenden Verfolgung Vierte. Bei den Europameisterschaften erreichte sie im Einzel und in der Verfolgung den 5. Platz und im Sprint den 13. Platz. Zum Saisonende nahm sie am Biathlon-Weltcup in Pyeongchang teil. Im Sprint wurde sie 64. und verfehlte die Verfolgung knapp, mit der Staffel erreichte sie den 12. Platz. Durch ihre guten Leistungen im IBU-Cup erreichte sie den 11. Platz der Gesamtwertung.
In der Saison 2017/18 nahm Mironowa am Saisonauftakt in Östersund teil und erreichte im Sprint den 50. Platz und war somit für die Verfolgung startberechtigt, dort verfehlte sie ihre ersten Weltcuppunkte mit einem 43. Platz knapp. Beim nächsten Weltcuprennen, dem Sprint in Hochfilzen, gewann sie mit dem neunten Platz ihre ersten Weltcuppunkte. Dieses Ergebnis konnte sie allerdings nicht halten und wurde in der Verfolgung 55. Auch bei den anschließenden Veranstaltungen konnte sie nicht an das gute Ergebnis anknüpfen. Bei den Europameisterschaften wurde sie im Einzel Sechste und erreichte in der Verfolgung den 7. Rang. Beim Weltcupfinale in Tjumen erreichte sie mit einem 18. Platz im Sprint und eine 24. Platz in der Verfolgung erneut die Punkteränge. In der Gesamtwertung des Weltcups erreichte sie den 58. Rang. Am Ende der Saison wurde sie, zusammen mit Émilien Jacquelin, von der IBU als Rookie of the Year ausgezeichnet.
Mironowa wurde zu Beginn des Winters 2018/19 erneut im IBU-Cup eingesetzt und entschied dort beim Saisonauftakt in Idre mit dem Verfolgungsrennen erstmals einen Wettkampf für sich. Ab Januar 2019 stieg sie wieder ins Weltcupteam auf. Im weiteren Saisonverlauf kam sie als Siebte des Sprints von Antholz zum ersten Mal unter die Top Ten eines Einzel-Weltcuprennens und nahm an den Weltmeisterschaften 2019 in Östersund teil, wo sie mit der Staffel den fünften Rang belegte. In den Saisons 2019/20 und 2020/21 trat Mironowa durchgehend im Weltcup an und platzierte sich im Gesamtklassement der Rennserie 2020/21 auf dem 19. Rang, womit sie die beste Athletin ihrer Mannschaft war. Beim Sprint von Hochfilzen im Dezember 2019 stand sie als Dritte erstmals auf dem Podium eines Weltcuprennens und hatte 18,3 Sekunden Rückstand auf die siegreiche Dorothea Wierer. Im Januar 2021 gewann sie – einmal mit der Mixed-Staffel in Oberhof und einmal mit der Frauenstaffel in Antholz – ihre ersten Weltcuprennen. Bei den Olympischen Winterspielen 2022 gewann sie die Silbermedaille mit der Frauenstaffel um Irina Kasakewitsch, Kristina Reszowa und Uljana Nigmatullina, wobei sie die einzige Strafrunde des Quartetts laufen musste. Im Winter 2022/23, in dem russische Sportler infolge des Überfalls auf die Ukraine international suspendiert waren, trat Mironowa aus gesundheitlichen Gründen nur zu wenigen Wettkämpfen an und verzichtete auf einen Start bei den russischen Meisterschaften.

## Statistiken

### Weltcupsiege
| Nr. | Datum         | Ort     | Disziplin       |
| --- | ------------- | ------- | --------------- |
| 1.  | 10. Jan. 2021 | Oberhof | Mixed-Staffel 1 |
| 2.  | 24. Jan. 2021 | Antholz | Staffel 2       |

### Weltcupplatzierungen
Die Tabelle zeigt alle Platzierungen (je nach Austragungsjahr einschließlich Olympische Spiele und Weltmeisterschaften).
- 1.–3. Platz: Anzahl der Podiumsplatzierungen
- Top 10: Anzahl der Platzierungen unter den ersten zehn (einschließlich Podium)
- Punkteränge: Anzahl der Platzierungen innerhalb der Punkteränge (einschließlich Podium und Top 10)
- Starts: Anzahl gelaufener Rennen in der jeweiligen Disziplin
- Staffel: inklusive Mixed- und Single-Mixed-Staffeln

| Platzierung               | Einzel | Sprint | Verfolgung | Massenstart | Staffel | Gesamt |
| ------------------------- | ------ | ------ | ---------- | ----------- | ------- | ------ |
| 1. Platz                  |        |        |            |             | 2       | 2      |
| 2. Platz                  |        |        |            |             | 2       | 2      |
| 3. Platz                  |        | 1      |            |             | 1       | 2      |
| Top 10                    | 2      | 6      | 2          | 2           | 16      | 28     |
| Punkteränge               | 5      | 24     | 14         | 11          | 18      | 72     |
| Starts                    | 7      | 36     | 21         | 11          | 18      | 93     |
| Stand: Saisonende 2021/22 |        |        |            |             |         |        |

### Weltmeisterschaften
Ergebnisse bei den Weltmeisterschaften:
| Weltmeisterschaften | Weltmeisterschaften | Einzel | Sprint | Verfolgung | Massenstart | Staffel | Mixedstaffel | Single-Mixedstaffel |
| Jahr                | Ort                 | Einzel | Sprint | Verfolgung | Massenstart | Staffel | Mixedstaffel | Single-Mixedstaffel |
| ------------------- | ------------------- | ------ | ------ | ---------- | ----------- | ------- | ------------ | ------------------- |
| 2019                | Östersund           | 33.    | 31.    | 25.        | –           | 5.      | –            | –                   |
| 2020                | Antholz             | 22.    | 38.    | 21.        | –           | 8.      | –            | –                   |
| 2021                | Pokljuka            | 5.     | 64.    | –          | 19.         | 11.     | 9.           | –                   |

### Biathlon-Europameisterschaften
| Europameisterschaft | Europameisterschaft | Einzelwettbewerbe | Einzelwettbewerbe | Einzelwettbewerbe | Einzelwettbewerbe | Staffelwettbewerbe | Staffelwettbewerbe   |
| Jahr                | Ort                 | Einzel            | Sprint            | Verfolgung        | Massenstart       | Mixedstaffel       | Single-Mixed-Staffel |
| ------------------- | ------------------- | ----------------- | ----------------- | ----------------- | ----------------- | ------------------ | -------------------- |
| 2016                | Tjumen              |                   | 11.               | 15.               | 11.               | –                  | –                    |
| 2017                | Duszniki-Zdrój      | 5.                | 13.               | 5.                |                   | –                  | –                    |
| 2018                | Ridnaun             | 6.                | 5.                | 13.               |                   | –                  | –                    |
| 2019                | Minsk-Raubitschy    | 14.               | 4.                |                   |                   | 4.                 | –                    |

### Juniorenweltmeisterschaften
| Weltmeisterschaft | Weltmeisterschaft | Einzel | Sprint | Verfolgung | Staffel |
| Jahr              | Ort               | Einzel | Sprint | Verfolgung | Staffel |
| ----------------- | ----------------- | ------ | ------ | ---------- | ------- |
| 2013              | Obertilliach      | 24.    | 3.     | 11.        | 1.      |
| 2014              | Presque Isle      | –      | 15.    | 31.        | –       |